# Styringomyia tablasensis
Styringomyia tablasensis is een tweevleugelige uit de familie steltmuggen (Limoniidae). De soort komt voor in het Oriëntaals gebied.